# Michael Gruber (attore)
Michael Gruber (Cincinnati, 1º novembre 1964) è un attore, cantante e ballerino statunitense, noto soprattutto come interprete di musical.
Ha recitato in numerosi musical a Broadway e negli Stati Uniti a partire dal 1989: A Chorus Line (Broadway, 1989), West Side Story (Tour Europeo, 1990) Miss Saigon (Broadway, 1991), Cats (Broadway, 1993), Follies (New Jersey, 1998), Kiss Me, Kate (Broadway, 1999), Singin' in the Rain (California, 2005), Anything Goes (Stradford, 2005), 'A Chorus Line (Broadway, 2007; tour, 2008), Grey Gardens(2009) e My Fair Lady (Guthrie, 2014).
Nel 1998 ha recitato nei panni di Munkustrap nell'adattamento cinematografico del musical Cats, con Elaine Paige e John Mills.